# Udim
Udim. Zeitschrift der Rabbinerkonferenz in der Bundesrepublik Deutschland war eine Zeitschrift, die von der Rabbinerkonferenz der Bundesrepublik Deutschland herausgegeben wurde (ISSN 0342-2348). Sie erschien von 1970 bis 1999. Danach wurde ihr Erscheinen eingestellt.
Die Herausgeberkommission bestand zunächst aus den Rabbinern Zwi Asaria, Kuno Chanan Lehrmann und  Ernst Roth.